# Trulsa och Pysseliten
Trulsa och Pysseliten är de två troll som är huvudpersoner i en serie barnböcker av Ester Ringnér-Lundgren. Den första boken, Lilla Trulsa, kom ut 1961 och följdes av 23 titlar. Böckerna användes även i svenskundervisningen på lågstadiet under flera år. Det är lättlästa, illustrerade sagor för nya läsare och serien gavs ut under vinjetten Teddy på B. Wahlströms bokförlag. Det gavs även ut en jubileumsutgåva 1972 som heter Soliga sagor om Trulsa och Pysseliten, med flera.

## Böckerna
- 1961 – Lilla Trulsa Teddybok nr.8
- 1962 – Lilla Trulsas kalas Teddybok nr.9
- 1963 – Lilla Trulsas hemlighet Teddybok nr.13
- 1964 – Lilla Trulsas namnsdag Teddybok nr.17
- 1965 – Lilla Trulsa och Pysseliten Teddybok nr.21
- 1966 – Lilla Trulsa i lekskolan Teddybok nr.25
- 1967 – När lilla Trulsa klädde ut sig Teddybok nr.29
- 1967 – Pysselitens vandring Teddybok nr.32
- 1968 – Lilla Trulsas julgran Teddybok nr.34
- 1968 – Pysseliten hittar en tråd Teddybok nr.37
- 1969 – När lilla Trulsa hittade solen Teddybok nr.40
- 1969 – Pysselitens nya mössa Teddybok nr.43
- 1970 – Lilla Trulsas midsommar Teddybok nr.46
- 1970 – Pysseliten och lille Blå Teddybok nr.49
- 1971 – Vad Trulsa hittade på stranden Teddybok nr.52
- 1971 – Pysseliten i svampskogen Teddybok nr.54
- 1972 – Lilla Trulsa och lejonet Teddybok nr.56
- 1972 – Pysselitens leksakståg Teddybok nr.59
- 1973 – Lilla Trulsa och trollet Traske Teddybok nr.62
- 1973 – Pysselulls röda ballong Teddybok nr.64
- 1974 – Lilla Trulsa och solkatt Teddybok nr.66
- 1974 – Pysseliten letar skatter Teddybok nr.68
- 1975 – Lilla Trulsa och tomteflickan Teddybok nr.70
- 1975 – Pysselitens fotboll Teddybok nr.72

- 1972 – Soliga sagor om Trulsa och Pysseliten, med flera. (Jubileumsutgåva)